# Індигова мухоловка
Індигова мухоловка (Eumyias) — рід горобцеподібних птахів родини мухоловкових (Muscicapidae). Представники цього роду мешкають в Південній і Південно-Східній Азії.

## Види
Виділяють шість видів:
- Мухоловка цейлонська (Eumyias sordidus)
- Мухоловка бірюзова (Eumyias thalassinus)
- Мухоловка лазурова (Eumyias panayensis)
- Мухоловка нильгірійська (Eumyias albicaudatus)
- Мухоловка індигова (Eumyias indigo)
- Джунглівниця буруйська (Eumyias additus)

Буруйську джунглівницю раніше відносили до роду Джунглівниця (Rhinomyias), однак після того, як за результатами молекулярно-філогенетичного дослідження 2010 року виявилось, що цей рід є поліфілітичним, буруйська джунглівниця була переведена до роду Eumyias.